# Бои на Ходынке
Бои на Ходынке — несколько сражений на реке Ходынке между обосновавшимися в Тушинском лагере отрядами Лжедмитрия II и правительственными войсками. В их результате ни одна сторона не смогла достичь решительной победы (тушинцы безуспешно пытались захватить Москву, а войска царя Василия Шуйского — выбить самозванца из его табора и устранить угрозу столице).

## Бой 25 июня 1608 года
На фоне всё более заходивших в тупик переговоров об отступлении Лжедмитрия II от Москвы, его полководец Роман Ружинский ранним утром неожиданно ударил по царским войскам. В его войско помимо польско-литовских хоругвей входило множество русских «воров», донских и запорожских казаков. Передовая часть царских войск стояла в укреплённом гуляй-городе (обозе) у реки Ходынки. За ним расположились Передовой, Большой и Сторожевой полки русского войска под общим командованием Михаила Скопина-Шуйского. Государев полк, в котором находился сам царь Василий Шуйский, стоял на некотором расстоянии у села Ваганьково.
В результате внезапной атаки царские ратники передового гуляй-города были обращены в бегство. Возглавлявший их Василий Литвинов-Мосальский был взят в плен (ему удалось бежать через несколько месяцев). Паника передалась и на стоявшие за обозом полки. К счастью для русской стороны, в сражение вмешался ертаул из Государева полка во главе с Василием Бутурлиным, сумевшим переломить ход боевых действий. Московские полки вновь ударили по войскам самозванца, увлёкшимися грабежом обоза. Они гнали тушинцев на протяжении 15 вёрст. По описанию польского ротмистра Николая Мархоцкого, тушинцы были близки к тому, чтобы под натиском царских отрядов бросить лагерь, однако в итоге всё же выстояли. После этого боя были предприняты серьёзные усилия по укреплению Тушинского лагеря. Из окрестных сёл свозили брёвна от изб, строили ограду, проездные башни и ворота.

## Бой 5 июня 1609 года
Описание второго Ходынского сражения сохранилось в записках Баима Болтина, в «Новом летописце» и в Латухинской Степенной книге. Оно произошло 5 (15) июня 1609 года, в Троицын день. Из Тушинского лагеря в сторону Москвы выступило войско, которым начальствовал Роман Ружинский, с ним были также «русские воры» под началом атамана Заруцкого. Ему навстречу из Москвы вышло войско, номинальным главнокомандующим которого был Дмитрий Шуйский во главе пехоты и части конницы. Дополнительными конными полками руководили Андрей Голицын, Иван Куракин и Борис Лыков. Силы сторон историк Игорь Бабулин оценивает 10—15 тысяч человек. Начало сражения было неудачно для русских. В результате многочасовых боевых действий тушинцы начали теснить русскую пехоту и лишь вмешательство конных полков смогло стабилизировать ситуацию и отбросить тушинцев до речки Ходынки. Царскими отрядами было взято около 200 пленных.

## Бой 25 июня 1609 года
Получив от пленных подробные сведения о силах неприятельских войск, правительство Василия Шуйского решило дать Лжедмитрию II новое сражение. Царское войско, вышедшее к Ходынке, состояло из сторожевого полка, который огородился в гуляй-городе на восточном берегу реки, и из стоявших за ним большого полка, полка правой руки и полка левой руки. Наступающие русские выдвинули вперёд несколько гуляй-городов. Польская конница, возглавляемая гетманом Романом Ружинским атаковала и захватила некоторые из них, перебив находившуюся в них пехоту. Но затем тушинцы подверглись неожиданному удару дворянской конницы, в значительном числе сосредоточившейся на левом фланге. Понеся тяжёлые потери, они бежали. От окончательного разгрома Ружинского спас атаман Иван Заруцкий с несколькими сотнями казаков, занявший удобную позицию на реке Химке и залповым огнём остановивший наступление русской конницы. Тем не менее, победа русской стороны, по словам Мархоцкого, была значительной. Множество тушинцев было перебито или взято в плен. Заслуга в переломе сражения вновь принадлежала конным полкам Голицына, Куракина и Лыкова, спасших пехоту Дмитрия Шуйского из критического положения.